# 冯元淑
冯元淑（？—？），唐朝相州安阳县（今河南省安阳市）人，出自长乐冯氏，冯子琮曾孙。

## 生平
武则天时冯元淑为清漳县（今河北省肥乡县东）县令，政有殊绩，百姓尊为神明。后历浚仪县（今河南省开封市）、始平县（今陕西省咸阳市兴平市东）二县令，俸禄之余，分给贫土，被百姓称赞，以清廉闻名。后来在祠部郎中任上去世。堂兄弟冯元常。

## 家族

### 祖父
- 冯慈让

### 父
- 冯捷[1]